# Brynjólfur Sveinsson
Brynjólfur Sveinsson, född 1605, död 1675, var biskop i Skálholt på Island 1639-1674. Han är mest känd som insamlare av fornisländska handskrifter och då främst av den enda fullständiga handskriften av poetiska Eddan.

## Den poetiska Eddan
År 1643 kom biskopen över en gammal pergamentshandskrift med 45 blad, bestående av uppteckningar av gamla isländska dikter. Han kallade samlingen Eddan. Den kom senare att kallas den äldre eller poetiska Eddan för att skilja den från en annan samling med samma namn, Snorres Edda. Forskarna kunde senare visa att handskriften var från slutet av 1200-talet och att den var en avskrift av ett äldre original. Själva handskriften går under namnet Codex Regius (isländska Konungsbók Eddukvæða), det vill säga "Kungsboken", eftersom biskop Bynjólfur 1662 skänkte handskriften till den danske kungen.